# Karim Lamouri
Karim Lamouri, né le 26 décembre 1975 au Kef, est un footballeur tunisien évoluant au poste de gardien de but.

## Clubs
- ?-juillet 2006 : Club athlétique bizertin (Tunisie)
- juillet 2006-juillet 2009 : Espoir sportif de Hammam Sousse (Tunisie)
- juillet 2009-juillet 2010 : Olympique de Béja (Tunisie)
- juillet 2010-janvier 2013 : Espoir sportif de Hammam Sousse (Tunisie)
- janvier 2013-janvier 2014 : Olympique du Kef (Tunisie)
- janvier-juillet 2014 : Espoir sportif de Hammam Sousse (Tunisie)

## Palmarès
- Coupe de Tunisie (1) : 2010